# London Lead Company
Le Londres de Plomb de la Compagnie est une compagnie minière anglaise qui a joué un rôle important, dès la fin du XVIIe siècle, dans l'Histoire de la production de plomb en Angleterre, à l'époque où ce pays était leader mondial de la  production de plomb. Constituée par une charte royale, elle a été une des plus importantes sociétés, au cours des XVIIIe et XIXe siècles au Royaume-Uni, à conduire l'expansion de l'exploitation minière du Plomb. 

## Origines
La société a été constituée en 1692 par des investisseurs qui avaient l'intention d'acquérir la fonderie  utilisant un Four à réverbère appartenant à Talbot Clerke, et dirigée par le fils de Sir Clément Clerke, près de Bristol. Faute de succès, la société a rendu ses activités en 1695 à Talbot Clerke (Sir Talbot). 
Un autre groupe d'entrepreneurs, dont le Dr Edward Wright a été l'un des principaux membres, a obtenu des contrats de location dans le Cumberland en 1693. Constitué en société en 1693 sous le nom de Royal des Mines de Cuivre, cette société, dont de nombreux membres ont été Quakers, n'est pas à confondre avec la "Société Royale des Mines", qui était alors pratiquement moribonde. Il a acquis des mines de plomb dans le Flintshire en 1695. Cela s'est avéré plus efficace. 
La "London Lead Company" exploitait les gisements d'Alston à partir de 1696, avant de s'implanter  à Teesdale (en), Weardale, Tynedale et dans la vallée de la Derwent. 
En 1704, les propriétaires ont acquis la charte de la défunte The Company for Smelting Down Lead with Pitcoal,, et transféré leurs activités dans cette nouvelle structure. L'année suivante, il a également assumé la Ryton Société, qui avait des fours à réverbère à Ryton sur Tyne et de mines de plomb sur Alston Lande.

## Teesdale

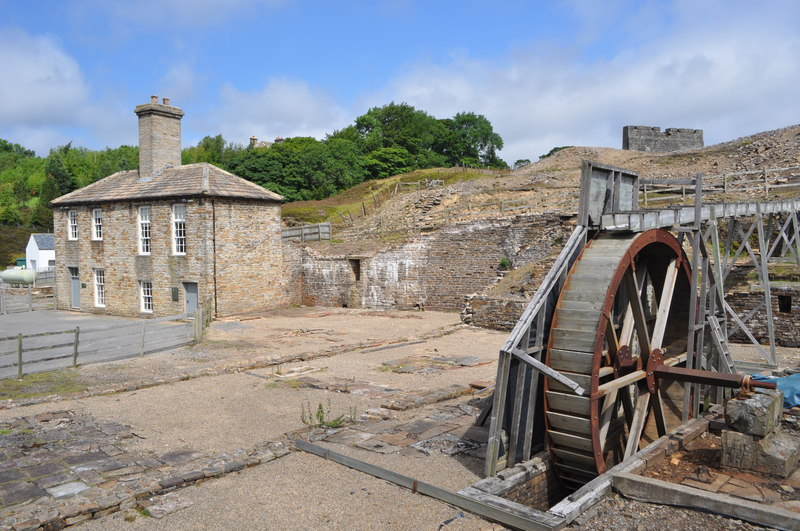
Nenthead éperlan moulin en 2011

La "London Lead Company" a commencé ses opérations de Teesdale en 1753, quand il lui a fallu un contrat de location sur une mine à Newbiggin. Le site s'est progressivement étendu à plus de 18 km, avec une fonderie à Eggleston. 
En 1805, elle versait à l’évêché des redevances annuelles de 70 000 sterling en échange des droits miniers, la production étant déjà élevée.
En 1815, la société a déménagé son siège social à Middleton-in-Teesdale où il construit Middleton Maison, l'impressionnant siège de la société. Les œuvres sociales pour les ouvriers ont pris leur essor à partir de 1818. La Société avait des origines Quaker et essayé de fournir à ses travailleurs un cadre de vie moderne. Réputée pour son investissement dans les œuvres sociales, elle construisit des maisons, des écoles et des bibliothèques pour les familles travaillant dans ses mines et fut la première du pays à introduire la semaine de cinq jours. À partir de 1880, Middleton, à Teesdale était son siège social dans le nord de l'Angleterre. Elle cessa son activité en 1905.
À Middleton, ses salariés ont construit une partie de la ville. Un écrivain contemporain a décrit la partie de Middleton construite par la « London Lead Company » et parfois appelée, Nouvelle-Middleton, érigée en 1833, sous la direction de Robert Stagg. L'augmentation de la population de Middleton avait considérablement augmenté les loyers des maisons d'habitation, et c'est pour diminuer ce fardeau pour ses employés que la Société a construit Masterman Place, dans laquelle les ouvriers méritants étaient logés. Les premiers occupants ont pris possession de leurs nouvelles demeures en mai 1824, accompagnés par des groupes de musique.
En 1890, la compagnie a commencé à souffrir de la concurrence et des importations. À partir de 1895, elle a lentement réduit la taille de l'entreprise minière, en raison de la baisse rapide des marchés porteurs à l'époque. La Société a finalement et dissoute en 1905. Son histoire est racontée au Musée de la mine de  Killhope à Weardale.